# 洛伊克·加施
洛伊克·加施（法語：Loïc Gasch，法語發音：[lɔik ɡaʃ]；1994年8月13日—），生于沃州圣克鲁瓦，瑞士男子田径运动员，他曾获得2022年世界室内田径锦标赛男子跳高银牌，他也曾参加2020年夏季奥林匹克运动会。